# Distrito electoral federal 4 de Chiapas
El IV Distrito Electoral Federal de Chiapas es uno de los 300 distritos electorales en los que se encuentra dividido el territorio de México para la elección de diputados federales y uno de los 13 en los que se divide el estado de Chiapas. Su cabecera es la ciudad de Pichucalco.
Desde 2017, el IV Distrito de Chiapas está formado por la zona norponiente del estado de Chiapas, integrada por 22 municipios: Berriozábal, Coapilla, Copainalá, Chapultenango, Chicoasén, Francisco León, Ixtacomitán, Ixtapangajoya, Juárez, Ocotepec, Ostuacán, Osumacinta, Pantepec, Pichucalco, Rayón, Reforma, San Fernando, Solosuchiapa, Sunjapa, Tapalapa, Tapilula y Tecpatán.

## Distritaciones anteriores

### Distritación 1977 - 1996
De 1977 a 1996 en distrito IV se encontraba integrado por los municipios de Pichucalco, Acala, Bochil, Copainalá, Chapultenango, Chiapa de Corzo, Chicoasén, Francisco León, Ixtacomitán, Juárez, Ostuacán, Osumacinta, Reforma, Soyaló, Sunuapa, Tecpatán y Zinacantán, su cabecera era la ciudad de Pichucalco.

### Distritación 1996 - 2005
Entre 1996 y 2005, el Distrito IV de Chiapas tenía una integración diferente, formando parte de él, además de los municipios de Berriozábal, Coapilla, Copainalá, Ocozocoautla de Espinosa, San Fernando y Tecpatán, que lo integran actualmente; también los de Chicoasén, Ocotepec, Osumacinta, Suchiapa y Villaflores. Su cabecera era la misma ciudad de Ocozocoautla de Espinosa.

### Distritación 2005 - 2017
Entre 2005 y 2017, el distrito se integró por 15 municipios de Amatán, Berriozábal, Coapilla, Copainalá, Ixtacomitán, Ixtapangajoya, Juárez, Ocozocoautla de Espinosa, Ostuacán, Pichucalco, Reforma, San Fernando, Solosuchiapa, Sunjapa y Tecpatán.
La redistritación de 2017 desincorporó los municipios de Amatán, Ocozocoautla de Espinosa e integró Chapultenango, Chicoasén, Osumacinta, Pantepec, Rayón, Tapalapa y Tapilula. 
A partir de 2017, la cabecera del distrito IV se ubica en Pichucalco.

## Diputados por el distrito
| Diputado                           | Grupo parlamentario   | Legislatura     | Periodo     |
| ---------------------------------- | --------------------- | --------------- | ----------- |
| José Antonio Velasco               |                       | I               | 1857 - 1861 |
|                                    |                       | II              | 1861 - 1863 |
| Juan M. García                     |                       | III             | 1863 - 1865 |
| Teófilo Orantes                    |                       | IV              | 1867 - 1868 |
|                                    |                       | V               | 1869 - 1871 |
|                                    |                       | VI              | 1871 - 1873 |
| Joaquín Llaven                     |                       | VII             | 1873 - 1875 |
| Nicolás Pizarro (Suplente)         |                       | VIII            | 1875 - 1878 |
| Roberto Esteva                     |                       | IX              | 1878 - 1880 |
| Manuel Ortega Reyes                |                       | X XI XII XIII   | 1880 - 1888 |
| Jesús Oliver                       |                       | XIV XV XVI XVII | 1888 - 1896 |
| José María Villasana               |                       | XVIII XIX XX    | 1896 - 1902 |
| Francisco Rincón Gallardo          |                       | XXI XXII        | 1902 - 1906 |
|                                    |                       | XXIII           | 1906 - 1908 |
| Eduardo Torres Torrija             |                       | XXIV XXV        | 1908 - 1912 |
| César Castellanos                  |                       | XXVI            | 1912 - 1914 |
| No se eligió diputado              | No se eligió diputado | Constituyente   | 1916 - 1917 |
| Ponciano Burguete Palacios         |                       | XXVII           | 1917 - 1918 |
| Francisco Araujo                   |                       | XXVIII          | 1918 - 1920 |
| Raquel Damián Cal y Mayor Palacios |                       | XXIX            | 1920 - 1922 |
| Agustín Castillo Corzo             |                       | XXX             | 1922 - 1924 |
| Benjamín Mijangos                  |                       | XXXI            | 1924 - 1926 |
| Evaristo Bonifaz                   |                       | XXXII           | 1926 - 1928 |
| Horacio Lacroix                    |                       | XXXIII          | 1928 - 1929 |
| Enoc Escobar                       | 1929 - 1930           | XXXIII          |             |
| Antonio León                       |                       | XXXIV           | 1930 - 1932 |
| Martín G. Cruz                     |                       | XXXV            | 1932 - 1934 |
| Amador Coutiño de Coss             |                       | XXXVI           | 1934 - 1937 |
| Efraín Aranda Osorio               |                       | XXXVII          | 1937 - 1940 |
| Antonio Cachón Ponce               |                       | XXXVIII         | 1940 - 1943 |
| Francisco José Burelo              |                       | XXXIX           | 1943 - 1946 |
| José Castañón                      |                       | XL              | 1946 - 1949 |
| Milton Castellanos Everardo        |                       | XLI             | 1949 - 1952 |
| Nephtalí Nucamendi Serrano         |                       | XLII            | 1952 - 1955 |
| Marcelina Galindo Arce             |                       | XLIII           | 1955 - 1958 |
| Esteban Corzo Blanco               |                       | XLIV            | 1958 - 1961 |
| Máximo Contreras Camacho           |                       | XLV             | 1961 - 1964 |
| Gilberto Balboa Escobar            |                       | XLVI            | 1964 - 1967 |
| Daniel Robles Sasso                |                       | XLVII           | 1967 - 1970 |
| Eloy Morales Espinosa              |                       | XLVIII          | 1970 - 1973 |
| Nereo González Camacho             |                       | XLIX            | 1973 - 1976 |
| Manuel Villafuerte Mijangos        |                       | L               | 1976 - 1979 |
| Salvador de la Torre Grajales      |                       | LI              | 1979 - 1982 |
| Oralia Coutiño Ruiz                |                       | LII             | 1982 - 1985 |
| Blanca Ruth Esponda Espinosa       |                       | LIII            | 1985 - 1988 |
| Sami David David                   |                       | LIV             | 1988 - 1991 |
| Orbelín Rodríguez Velasco          |                       | LV              | 1991 - 1994 |
| Tito Rubín Cruz                    |                       | LVI             | 1994 - 1997 |
| Mario Elías Moreno Navarro         |                       | LVII            | 1997 - 2000 |
| José Jacobo Nazar Morales          |                       | LVIII           | 2000 - 2003 |
| Julián Nazar Morales               |                       | LIX             | 2003 - 2006 |
| Andrés Carballo Bustamante         |                       | LX              | 2006 - 2009 |
| Ovidio Cortázar Ramos              |                       | LXI             | 2009 - 2012 |
| Harvey Gutiérrez Álvarez           |                       | LXII            | 2012 - 2015 |
| Flor Ángel Jiménez Jiménez         |                       | LXIII           | 2015 - 2018 |
| Roque Luis Rabelo Velasco          |                       | LXIV            | 2018 - 2021 |
| Joaquín Zebadúa Alva               |                       | LXV             | 2021 -      |

## Resultados electorales

### 2009
| Elecciones federales de 2009 | Elecciones federales de 2009                   | Elecciones federales de 2009 | Elecciones federales de 2009              | Elecciones federales de 2009 | Elecciones federales de 2009 |
| Partido/Coalición            | Partido/Coalición                              | Candidato                    | Candidato                                 | Votos                        | Porcentaje                   |
| ---------------------------- | ---------------------------------------------- | ---------------------------- | ----------------------------------------- | ---------------------------- | ---------------------------- |
|                              | Partido Acción Nacional                        |                              | Ovidio Cortázar Ramos                     |                              |                              |
|                              | Coalición Primero México (PRI, PVEM)           |                              | Francisco Javier Martínez Zorrilla Rabelo |                              |                              |
|                              | Partido de la Revolución Democrática           |                              | Candelaria Reyes Aguilar                  |                              |                              |
|                              | Coalición Salvemos a México (PT, Convergencia) |                              | Héctor Manuel Sánchez Almeyda             |                              |                              |
|                              | Nueva Alianza                                  |                              | Sergio Mendoza Pedrero                    |                              |                              |
|                              | Partido Socialdemócrata                        |                              | Hilda Lizzet Ovando Ovando                |                              |                              |
|                              | No registrados                                 |                              |                                           |                              |                              |
|                              | Nulos                                          |                              |                                           |                              |                              |
| Total                        |                                                |                              |                                           |                              |                              |
| Fuente:                      |                                                |                              |                                           |                              |                              |